# Michael Malloy
Michael Malloy (1873 Condado de Donegal Irlanda-Bronx, Nova Iorque, Nova Iorque, 22 de fevereiro de 1933) foi um morador de rua irlandês, notório por ter sobrevivido a sucessívas tentativas de assassinato, sendo assim chamado  
de "homem de aço", "Mike, o durável", "Rasputin irlandês" etc. Impetradas por um grupo de 4 homens denominados pela imprensa local de The Murder Trust, com o fim de obter o dinheiro de 3 seguros de vida fraudulentos feitos pelo grupo em nome dele 

## Antecedentes
Ele era um  engenheiro estacionário , porém em 1933 havia sido recém demitido, por conta disso virou alcoólatra e sem-teto, vendo esta oportunidade, 5 conhecidos dele, sendo Tony Marino, Joseph "Red" Murphy, Francis Pasqua, Hershey Green e Daniel Kriesberg (sendo esse apelidado pelas manchetes de "The Murder Trust" "a confiança assassina"). Esses 5 contrataram um agente de seguro corrupto e assim ganhar um seguro de vida se Malloy morresse acidentalmente. Assim conseguindo o total de US$ 3,500 mil (equivalente a US$ 79 mil em 2022).
Tony Marino que tinha um bar clandestino, sabia que Michael não pagava as contas de outros bares e perambulava em busca de outros, então deu acesso vitalício e totalmente grátis a Malloy, e então Marino esperava que uma hora ou outra ele morresse de overdose, já que ele bebia sem parar. Mas para a surpresa deles após semanas Malloy não havia morrido e então tentaram outras formas de matar ele e assim resgatar o seguro.

## Tentativas
Logo após o fracasso da tentativa trocaram a bebida dele por anticongelante, depois metanol, terebintina, linimento de cavalos e por fim veneno de rato misturado, mas isso  não foi o suficiente para matar-lo
Logo após Pasqua sugeriu dar ostras cruas embebidas em álcool de madeira e um lanche de Sardinha estragadas com veneno e taxinhas. Tentativa fracassada novamente.
Concluindo que Malloy não iria morrer  consumido algo, esperaram os policiais se afastarem e na calada na noite muito fria e, com um galão de 19L de água, jogaram no peito de Malloy enquanto ele estava despido, esperando-se que ele morresse de hipotermia. E então os homens fugiram do local esperando que isso seria o fim do andarilho, entretanto no dia seguinte receberam uma notícia de que algumas horas depois, Malloy foi encontrado pelas autoridades locais, ficado em uma casa de acolhimento e liberado.
Dando um basta nisso, o grupo então com o táxi de Green atropelou ele à 72 km/h passando por várias vezes em cima dele. Os homens esperançosos que Malloy havia morrido, foram resgatar o seguro porém sem sucesso, já que ele havia quebrado alguns ossos e liberado semanas depois.

## Morte
Em 22 de fevereiro de 1933, depois que Malloy desmaiar por beber muito álcool, os 5 levaram ele a casa de Murphy e então introduzindo uma mangueira em sua boca que por vez estava ligado à um jato de gás de carvão e o ligaram, e em uma hora, o "homem de aço" Michael Malloy finalmente morre de intoxicação por monóxido de carbono. Sendo declarado morto inicialmente por Pneumonia Lobar pelo Dr. Frank Manzella e enterrado. Posteriormente feito uma autópsia após rumores em que ele vagava em bares clandestinos
Depois de Muitas investigações, os 5 homens e o dr foram levados ao julgamento:
• Dr. Frank Manzella (como cúmplice direito a pagar fiança de US$ 10 mil);
• Hershey Green (sentenciado a prisão);
• Kriesberg, Marino e Pasqua (sentenciados a cadeira elétrica e mortos em 7 de junho de 1934);
• Joseph "Red" Murphy (sentenciado a cadeira elétrica e morto em 5 de junho de 1934).